# Rușețu
Rușețu is een Roemeense gemeente in het district Buzău.
Rușețu telt 4080 inwoners.